# Only Love Survives
«Only Love Survives» (Выживет только любовь) — песня в исполнении ирландского певца Райана Долана, с которой он представлял Ирландию на конкурсе песни «Евровидение 2013», который пройшёл в Мальмё, Швеция. Авторами песни являются Вез Девайн и Райан Долан.
Песня была выбрана в качестве победителя 22 февраля 2013 года на конкурсе «Eurosong 2013», национального отбора Ирландии на «Евровидение», таким образом получив 53 очка от жюри и 60 от телезрителей, в общей сложности 112 очков, позволило Райану представить свою страну на международном конкурсе песни «Евровидение 2013».
Райан успешно прошёл полуфинал (с 8-м результатом), но в финале выступал последним и занял последнее место, набрав 5 очков.

## Список треков сингла
| №  | Название                                                   | Длительность |
| -- | ---------------------------------------------------------- | ------------ |
| 1. | «Only Love Survives»                                       | 3:00         |
| 2. | «Only Love Survives» (Eurovision Version)                  | 3:00         |
| 3. | «Only Love Survives» (Timothy Allan & Mark Loverush Remix) | 3:37         |

## Позиции в чартах
| Чарт (2013)                                | Наивысшая позиция |
| ------------------------------------------ | ----------------- |
| Бельгия/Фландрия (Ultratip Bubbling Under) | 67                |
| Ирландия (IRMA)                            | 13                |
| DigiListan                                 | 48                |
| Великобритания (OCC UK Indie)              | 33                |